# Gine Victor
Gine Victor, née Geneviève Fonteyne à Frameries le 20 mai 1909, est une auteure pour la jeunesse et journaliste belge. Elle est décédée en 2009.

## Biographie

### Jeunesse
Ses parents, Michel Fonteyne et Marie Thérèse Bouvez, ont quatre enfants. Son père est ingénieur des mines. En 1920, il est directeur gérant pour la Société anonyme des Charbonnages du Nord de Flénu, à Ghlin. La famille déménage ensuite en France. Gine Victor grandit dans le Pas-de-Calais, à Billy-Montigny. Son père est alors ingénieur aux Houillères du Nord et du Pas-de-Calais. Après le baccalauréat, elle poursuit des études de philosophie et de lettres à l’université de Lille.
Elle épouse Victor Leclercq, lui aussi ingénieur des mines. Sa sœur aînée, Agnès, est mariée à Félix Leclercq, qui deviendra juge à Mons.

### Séjour en Chine
En 1932, son mari et elle font le choix de s'expatrier en Chine. Ils séjournent d'abord à trois cents kilomètres au sud de Pékin. Victor Leclercq  travaille alors aux mines de Kaïping, durant près de cinq ans. Il est ensuite employé de la Compagnie de Tramways et Éclairage de Tientsin, sur la côte à l'est de la capitale. Ils y connaissent la deuxième guerre sino-japonaise, et l'invasion de la partie orientale du pays.
Après l'attaque de Pearl Harbor, les États-Unis, le Royaume-Uni et le gouvernement belge en exil à Londres déclarent la guerre au Japon. Les ressortissants de ces trois pays sont dès lors traités comme des prisonniers. Dès 1941, leur famille est soumise à de fortes restrictions de leurs libertés à Tientsin.
En 1944 et 1945, Gine Victor, son mari et leurs trois enfants sont internés au camp de concentration japonais de Longhua, à une cinquantaine de kilomètres de Shanghai. La déportation en train des prisonniers, sur plus de deux mille kilomètres, dure quatre jours et est largement exposée à la population chinoise. Ils sont retenus prisonniers, durant un an et demi, dans ce "Civil Assembly Centre" avec des Américains et des Anglais. Le camp est situé entre deux champs d'aviation japonais. Leurs conditions de détention y sont très pénibles. Leur fille, alors âgée de huit ans, développe une péritonite et est soignée à l'hôpital de concentration de Shanghai. Selon Gine Victor, elle survit grâce aux soins d'une sœur de la Charité française.
Ils ne sont libérés qu'après les bombardements d'Hiroshima et de Nagasaki et la capitulation japonaise. Grâce à l'intervention du Consul de Suède, toute la famille peut se rassembler. Elle est prise en charge à l'institut Sino-Belge du Radium, dirigé par le docteur Tang Yuhan. En novembre 1945, ils tentent un retour à Tientsin, aidés par l'aviation américaine. Mais le contexte de guerre civile en Chine rend leur situation intenable. Ils quittent le pays par bateau, en février 1946, avec des soldats anglais. Ils mettent près de deux mois à rejoindre Southampton. Ils atteignent finalement la Belgique en mars 1946.

### Retour en Belgique
Ils reviennent vivre dans la région de Mons. Son mari devient directeur des cimenteries d’Obourg. Il accepte également la cogestion de l'Amicale des Prisonniers d’Extrême-Orient, constituée au début de l’été 1948. Gine Victor et lui ont alors quatre enfants. En 1950, Victor Leclercq décède des complications de santé engendrées par ses conditions d'incarcération en Chine.
Veuve, elle s'installe à Mons pour les études de ses enfants. Elle est occasionnellement correspondante du Ligueur, le journal des familles nombreuses. En 1953, elle rencontre le dessinateur Paul Cuvelier, par l'intermédiaire d'une amie commune. Elle lui propose le scénario de En ce temps-là, sur le thème de la Passion du Christ. Il en fait une courte bande dessinée de cinq pages pour le Journal Tintin. En contrepartie, elle envisage probablement que Cuvelier puisse l’introduire auprès de cet hebdomadaire jeunesse, pour y écrire des contes.
Le dessinateur connait, à cette époque, une période de doutes par rapport à ses choix artistiques et professionnels. Gine Victor lui fait savoir qu’à l'instar de leur collaboration pour la courte bande dessinée, elle est prête à échafauder une suite aux aventures de Corentin. De fin 1955 jusqu'en 1958, elle participe à ce qui deviendra Le Poignard magique. Mais son manque d'expérience de la bande dessinée et les tourments de Paul Cuvelier les conduisent vers une impasse. Le scénariste Greg reprend en main la construction de l'histoire et permet de mener à bien l'aventure des personnages de Corentin et Kim. Gine Victor se consacre alors à l'écriture de plusieurs romans pour les enfants.
En 1955, son premier livre (Chameau blanc) reçoit le prix du Ligueur. Ses histoires s'inscrivent généralement en Asie ou évoquent des régions de Belgique, parfois à proximité de la ville de Mons. Elles reflètent souvent ou laissent transparaître les convictions chrétiennes de leur auteure. Les romans de Gine Victor s'adressent à des jeunes lecteurs d'âges différents. Mais ils s'appuient tous sur une construction rigoureuse du récit. Le ton en est juste et l'écriture soignée.
En 1960, en France, Gine Victor est lauréate du Prix Jeunesse pour son quatrième roman (Va comme le vent). Celui-ci est décerné, depuis 1934, par un jury composé de bibliothécaires, d'enseignants et de personnalités connues du monde littéraire autour de l'éditeur Michel Bourrelier.
En 1972, l'un de ses manuscrits (Patte à ressort) est primé en Belgique. Il est sélectionné pour  participer au concours de la Communauté radiophonique de langue française pour le Grand Prix de la littérature pour la jeunesse. Il s'y classe second. Ce texte ne sera publié qu'une vingtaine d'années plus tard, sous un titre transposé (Les Aventures de Pa-Ta-Tso).
En 1974, Gine Victor fait partie du mouvement Wallonie libre, et en particulier de la Commission culturelle du mouvement. Un extrait de l'un de ses textes (Le jardin de Pip et Pat) est publié dans leur premier annuaire, édité à l'initiative d'Armand Deltenre. Dans la même mouvance, elle est membre de l’Union wallonne des écrivains et des artistes (UWEA). À cette époque, elle habite Erbisœul, toujours en région montoise.
En 1978, elle réside avenue Bel-Air, à Bruxelles. Elle réduit ses activités d'écriture car elle perd progressivement la vue.
En 1989, à la suite de la répression des manifestations de la place Tian'anmen à Pékin, Gine Victor souhaite faire rééditer son troisième roman (Les Jumeaux de Pékin). Il s'agit pour elle de rendre hommage aux jeunes Chinois qui aspirent à la liberté. La maison d'édition Elor reprend ainsi plusieurs de ses ouvrages, dans la collection Les Jeux de l'aventure.
Elle décède en 2009. Elle est enterrée à Maisières, avec son mari Victor Leclercq.

## Livres jeunesse

### Chameau blanc(1955)
Cette première histoire débute vers 1937. Elle se déroule en Chine. Le jeune Wang-Lin est le fils et petit-fils de chameliers. Enfant, il reçoit en héritage un chamelon albinos. L’une de ses cinq sœurs baptise l’animal Chameau-blanc. A l’âge de quinze ans, Wang-Lin commence à travailler avec son père (Wang-Hua). A deux, ils utilisent leurs huit chameaux pour transporter du charbon et effectuer la navette entre le charbonnage de Men-t'ou-kou et Pékin. L’adolescent visite et découvre la grande ville à chaque voyage. Il y fait des rencontres, notamment celle d’un missionnaire catholique blanc habitant l’enceinte du Pé-Tang.
Leur région, à l’ouest de la capitale, est en proie à des conflits entre deux Seigneurs de guerre L’armée du Général Liou, basée sur la montagne du Sixième Loup, essaie de renverser celle du Général Chen. Les femmes de la famille se réfugient au couvent du Pé-tang. L’école, pour les filles, y est dirigée par une religieuse (Sœur Agnès). Des soldats blessent Wang-Lin et lui volent et sa bête.
Une fois le calme revenu, le jeune chamelier ne parvient pas à accepter cette perte. Il quitte sa famille et part à la recherche de Chameau-blanc. Il s’associe à un jeune moine bouddhiste du Couvent de la Momie (Yu-Pin) et à un soldat blessé qu’ils ont aidé (Tchang). Ensemble, ils se font enrôler dans l’armée du Général Liou. Ils parviennent à s’enfuir de la caserne du Sixième Loup, rassemblés sur le dos du camélidé retrouvé.
Le manuscrit remporte le deuxième prix du concours Roitelet-Le Ligueur 1955 du meilleur roman d’aventures pour la jeunesse. Il est publié par les éditions Durendal, fondées par Edouard Ned, dans la collection Roitelet. Son auteur choisit d'abord pour nom de plume celui de G. V. Leclercq.

### Le Petit Moine de Saint-Denis(1956)
A l’époque de Louis XIV, un jeune gitan abandonné par les siens est recueilli et adopté par la communauté religieuse de l’abbaye de Saint-Denis-en-Broqueroie, à proximité de la ville de Mons. Il est baptisé du prénom de Gabriel et surnommé Le Petit-Moine par les enfants du village. L’adolescent, bossu, fait son apprentissage auprès des moines. Le père Anselme, notamment, l’initie à l’utilisation des plantes médicinales.
Mais Gabriel rêve d’aventures. En 1678, à la suite de la bataille de Saint-Denis, il accompagne les troupes françaises. Il parvient à convaincre le Maréchal de Luxembourg et se fait engager comme cuisinier militaire des Dragons du Dauphin. Lors du siège de Philisbourg, il se distingue et est promu soldat. Blessé et laissé pour mort au Palatinat, il est recueilli et soigné par un couple.
Rétabli, il choisit de partir vers le Sud. A Fréjus, il embarque sur un bateau marchand. Des pirates barbaresques capturent l’équipage du navire. Il est vendu comme esclave à un vieil homme, Siddi-Ammar, réputé en tant que Marabout à Touggourth. Il devient le disciple du guérisseur. Celui-ci a découvert les propriétés antibiotiques d’un champignon, ressemblant à du penicillium.
A la mort de son maître, Gabriel doit fuir. Il retourne à l’abbaye de Saint-Denis et y rentre dans les ordres lui-même.
Le roman est également édité chez Durendal. Il y est question de l'abbaye de Saint-Denis-en-Broqueroie. Le beau-frère de Gine Victor, Félix Leclercq, a contribué l'année précédente à la publication du journal de Dom Martin Gouffart, abbé du lieu jusqu'en 1669. Il en rédige l'introduction. Quelques années plus tard, en 1959, il est aussi l'auteur d'un article consacré aux dernières années d'existence de l'institution religieuse. En guise d’introduction à l'histoire écrite par Gine Victor, Jacques Biebuyck propose une courte mise en abîme intitulée Quand un père joue avec ses garçons. Jacques Biebuyck, est auteur chez Durendal, journaliste et rédacteur en chef du Ligueur, le journal de la Ligue des familles.

### Les Jumeaux de Pékin(1957)
La famille belge des Van Loo habite à Pékin, dans le quartier des légations, durant la deuxième guerre mondiale. Une jeune femme chinoise (Anna) est la nounou, la hama, des deux jumeaux (Jean et Jacques). Après avoir été retenus prisonniers chez eux par les Japonais, les parents et enfants vont être déportés et enfermés dans le camp de Weishien. Au moment de leur arrestation, l'un des deux "frères pareils" (Jean ou Yani) est très malade. Les parents parviennent à le faire passer pour l'enfant de la hama chinoise. Il reste avec elle.
Jean grandit donc secrètement dans une famille d'adoption, à la campagne, dans le village de Lin-Chia-Chwang. Il y est confronté à l'installation et à la montée en puissance du régime communiste. A leur libération, sa mère et son père font tout pour le retrouver mais, dans le chaos de la guerre civile chinoise, n'y parviennent pas. Jean, lui aussi part à leur recherche, accompagné de son grand frère adoptif (Grand).
Le roman est publié pour la première fois aux éditions Alsatia, dans la collection Signe de piste. Il est illustré par Pierre Forget. Une épigraphe de Robert Guillain ouvre l'ouvrage. D'un point de vue historique, l'aventure ne s'inscrit pas dans le mouvement décolonial. Le déclin des puissances coloniales y est surtout vu comme une conséquence de la lutte entre nationalises et communistes. La préface de Gine Victor sera remaniée pour la réédition par Elor.

### Mon ami Carlo(1959)
Le roman est présenté comme un récit autocritique écrit par un adolescent (Milo Marotte). Il raconte l'arrivée dans son école, à Flénu, d'un jeune immigré italien (Carlo Bandini). Milo décrit sa jalousie pour le nouveau venu et ses réactions inappropriées. Lors d'un séjour à Resteigne et d'une visite sur les pas d'Edmond d'Hoffschmidt, il fait preuve de violence et commet le vol d'une montre chinoise. Mais la catastrophe minière du "Quatorze des Produits", sur le chantier Saint Théophile, les rapproche. L'inquiétude pour le père de Carlo, parmi les victimes, et pour celui de Milo, chef-porion participant aux secours, soude leur amitié.
Cette fiction est probablement inspirée par la catastrophe du Bois du Cazier, survenue en 1956 en région carolorégienne. Mais Gine Victor y évoque un accident plus ancien: celui survenu à Courrières, en 1906, dans le Pas-de-Calais. Avant le récit, elle plante le décors et présente le Borinage.
La première édition est publiée chez Alsatia, dans la collection Signe de Piste. Les illustrations sont de Ref. Dans les suivantes, elles sont de Michel Gourlier. Le roman est l'un des plus grands succès de Gine Victor. Il a été traduit dans cinq langues étrangères. Initialement, le prologue se présente comme une explication préalable du narrateur, alors qu'il a seize ans. Milo envisage de poursuivre des études d'ingénieur et prévoit que son ami Carlo ira étudier à Turin. Dans la réédition de 1976, chez EPI, c'est Gine Victor qui prend la parole dans le prologue. Elle y endosse le rôle de celle à qui Milo Marotte a, il y a plusieurs années, demandé de publier son manuscrit.

### Va comme le vent. Ou les aventures d'un jeune cavalier mongol(1960)
L'histoire se déroule dans les années 1930, sur le plateau de Oum-Tchim-Sin, en Mongolie-Intérieure. Va comme le vent est le nom d'un petit cheval sauvage, tout noir. Kumbo, lui, est le fils adoptif d'un chef Mongol (Gengisser). A ses 13 ans, il capture et fait sien le poulain, avec l'aide de son amie et sœur adoptive (Surong). Contrairement à la tradition, Kumbo refuse l'usage du fouet et de la force pour apprivoiser le poney. L'animal et d'autres chevaux de plusieurs groupes mongols sont volés par des brigands en bande organisée.
Les nomades associent leurs efforts pour arrêter les voleurs. Kumbo est gravement blessé dans l'affrontement. Seul un jeune complice subalterne des pilleurs (Ping) est capturé. Il est condamné à mort. Kumbo est soigné de ses blessures. Son envie de vengeance s'estompe lorsqu'il constate que le bouc-émissaire du vol a son âge. Il l'aide à s'évader et le sauve. Quelques mois plus tard, grâce à Ping, Kumbo part à la recherche de son poney. Il doit aller jusqu'à Pékin, en passant par Jéhol, chez des marchands. Il le retrouve sur le champ de course de Pa-Ma Tchang. L'occidental qui l'a acheté (Sir Williams) accepte de restituer l'animal si le Mongol gagne une course pour lui. Kumbo et Va comme le vent peuvent ainsi rentrer chez eux et retrouver Surong.
La première publication du roman a lieu aux éditions Bourrelier. Gine Victor le dédicace à son fils cadet. Il est agrémenté de magnifiques illustrations en couleur de Véra Braun. Certains éléments liés aux coutumes décrites semblent documentés par les écrits de Louis-M. Kervyn, missionnaire scheutiste en Asie. C'est le plus grand succès de l'auteure. Il est traduit en sept langues étrangères. Le chapitre "Kumbo et son poney" est repris dans le manuel scolaire Toute une année de lecture, utilisé dans plusieurs écoles primaires françaises. En 1984, il est réédité au Livre de Poche Jeunesse, illustré par Henriette Munière. Les éditions Elor le publient ensuite, sous cette forme.

### Je suis allé dans la lune(1969)
Aux États-Unis, un docteur en sciences nucléaires (John Hulster) a participé à la mise au point de la fusée Angel, à destination de la Lune. L'objectif de la mission spatiale est de réaliser trois fois le tour de notre satellite, afin de prendre des photos. Avant le décollage de la machine, lui, sa femme et l'un de ses trois enfants (Pierre ou Pierrot) sont invités à la visiter. Durant le drink auquel les adultes participent, le garçon d'une dizaine d'années désobéit et, par accident, s'envole avec l'engin spatial, heureusement très automatisé. Il s'écrase sur la Lune et est sauvé puis recueilli par une famille de Lunaires (les Tana). Deux clans vivent dans des cratères sous la surface : les Lunaires, qui sont libres et dirigent; et les Lunatiques, qui sont restreints dans leur choix et effectuent tous les travaux manuels. Chacun de ces clans a des caractéristiques morphologiques propres. Mais ils semblent l'un et l'autre avoir eu des origines terriennes.
Avec l'aide d'un Lunaire utopiste et abolitionniste (oncle Eligos), ainsi que des deux jumelles de la famille (Luna et Terra), Pierrot apprend la langue et les mœurs des habitants. Au point de vue des croyances et de la religion, il explique et promeut les principes du Christianisme. L'éruption du volcan Zim  obstrue le cratère des Lunatiques et les ensevelit. Les Lunaires sont d'abord surtout très embêtés de ne plus disposer de leur main-d'œuvre. Mais l'accident et l'organisation de leur sauvetage font évoluer les mentalités. Quatre ans après son alunissage, un scientifique (Archiménos), parvient à renvoyer le garçon vers la Terre. Pierrot s'éjecte de l'appareil et tombe en parachute dans la brousse à proximité de "Lumumbashi".
Le roman est publié en Suisse uniquement, aux éditions Saint-Augustin dans la collection Yves et Colette. Il est illustré par Marcel Chica. Son caractère science-fictionnel peut être considéré comme très modeste, puisque l'année de sa parution Neil Armstrong posait le pied sur la lune.

### Les Yeux perdus(1974)
Un père et son fils, originaires de Neufvilles, ont un accident de voiture avec un camion. Le jeune homme (François Demèse), après une longue période d'hospitalisation, doit se résoudre à l'évidence : il est devenu aveugle. Le roman raconte, de manière presque documentaire, son parcours du désespoir vers le bonheur possible. Il fréquente l'association "Les amis des aveugles", à Ghlin, et y adopte son chien guide (Tarzan). Il se réfugie chez un berger de Haute-Savoie (Vieux-Pierre), à Warens. Il reprend des études à Bruxelles tout en logeant dans le quartier Ma campagne, se rapproche d'une camarade de classe (Colette Botale), et retrouve le goût de vivre.
Le roman est lui aussi édité chez Alsatia, dans la collection Signe de piste. Il est alors illustré par G.Y.S. Delbord. Un avertissement prévient que le peu de péripéties apparentes du récit est contrebalancé par la grande attention de l'auteure envers les problématiques abordées. Elle remercie d'ailleurs, dans la dédicace, les personnes qui l'ont aidées pour la documentation. L'alphabet braille est présenté en fin d'ouvrage. Pour la réédition, l'illustrateur est Daniel Lordey, également connu comme peintre de l'armée.

### La Chaîne(1977)
Le roman a pour héros un jeune Sicilien (Mario Liberi), de la région de Castelmola. Il aime la mécanique et ambitionne de fabriquer des automobiles. Très jeune, il devient apprenti dans un garage. Un collègue à peine plus âgé (Christoforo) le rallie à son projet d'aller travailler dans une usine de montage automobile à Milan. Des problèmes familiaux l'obligent à émigrer en Belgique, à Mons. Son oncle (Vittorio), un ancien mineur de fond, y tient un restaurant avec sa femme (Nelly). Mario doit travailler dans le commerce. Il se lie d'amitié avec un jeune musicien (Daniel Berthier), qui l'initie à la guitare et au chant. A deux, ils partent secrètement en voyage, en moto, vers l'Italie. L'escapade finit mal. Les deux comparses sont gravement blessés et hospitalisés à Turin.
L'oncle Vittorio laisse finalement son neveu choisir le métier qu'il souhaite. Mario n'a pas abandonné son objectif et se fait engager dans l'usine Wolkswagen, à Bruxelles. Il y rencontre l'ingénieur Emile Marotte. Toutefois, il déchante rapidement en découvrant la réalité des conditions du travail à la chaîne. Un accident le force finalement à renoncer.
Le livre, réaliste, est publié chez Duculot, dans la collection Travelling. Des détails y font référence au Hainaut : air de la ducasse de Mons, festival d’Obourg, référence à Salvatore Adamo... L'histoire adopte un point de vue sociologique et contemporain, propre à cette collection s'adressant aux adolescents.

### Les Aventures de Pa-Ta-Tso(1991)
L'histoire débute à Nieuport, en février 1722. Un jeune orphelin (Sébastien ou Bastien Van Damme) habite avec ses grands-parents maternels. Il a presque treize ans et rêve de devenir marin. Mais une infirmité de la jambe gauche le fait terriblement boiter. Les autres enfants le surnomment "Patte à ressort". Son grand-père (Aloÿs Riemaeker) veut lui apprendre la métier de vannier. Mais cela ne plaît pas à Bastien, qui ne pense qu'à la mer. Prudents, les adultes proposent un compromis : il poursuivra son instruction au monastère de Saint-Idesbald. Pendant deux ans, le Père Paul lui y promulgue des rudiments de navigation. Le Père Symphorien l'initie à l'art de soigner et aux connaissances des plantes médicinales. Au décès de sa grand-mère (Félicité), une tante autoritaire (Ida) impose ses décisions. Bastien choisit de s'embarquer clandestinement sur une frégate de la Compagnie d'Ostende.
A bord du Marquis de Prié, sous les ordres du capitaine Guillaume De Brouwer, il navigue pendant six mois et débarque à Canton. Une fois à terre, Bastien enfreint à nouveau l'interdit. Il se débrouille pour pénétrer dans le pays et visiter la campagne. Les locaux le dénomment Pa-Ta-Tso. Des péripéties l'obligent à rester à Chine. Enrôlé dans un cirque comme curiosité, il est grièvement blessé. Soigné par un acupuncteur (docteur Lyn-Yu-Ping), il en devient le disciple puis le successeur à Kwelin. Après sept ans, il doit fuir. Il rentre à Nieuport, où il continue d'exercer ce qu'il a appris en Asie.
L'ouvrage, paru aux éditions Elor, est illustré par Georges Potier.

## Hommage
De novembre 2023 à février 2024, la ville de Mons et la Fondation Paul Cuvelier ont organisé une exposition à l'occasion du centième anniversaire de la naissance du dessinateur. Le rôle de Gine Victor dans l'élaboration de l'album Le Poignard magique y était rappelé.